# 多佛斯峰
多佛斯峰（英語：Dovers Peak）是南極洲的山峰，位於麥克羅伯特森地，屬於斯蒂尼爾冰原島峰的一部分，在1954年由澳大利亞探險隊發現，現時由南極條約體系管理。